# Thomas Mann Gimnázium
A Budapesti Német Iskola – Thomas Mann Gimnázium (közismertebb nevén, rövidítve: DSB, németül: Deutsche Schule Budapest – Thomas Mann Gymnasium) nemzetközi magániskola Budapesten, Magyarországon. A magyarországi német családok szolgálatára alapították 1908-ban. Elsősorban a külföldi üzleti és diplomáciai közösségek gyermekei alkotják az iskola diákságát. A maga nemében az egyik legjobb iskolának tartják, először 2012-ben, majd 2020-ban is Kiválósági Oklevelet kapott a Külföldi Német Iskolák Központi Ügynökségétől.

## Története
A korábbi Deutsche Schule Budapestet a Budapesti Német Állami Iskola folytatásaként alapították meg, újraindítva a 19. század végére visszanyúló magyarországi német iskolák hagyományát. A Budapesti Német Iskola alapítói a következők voltak: a Magyar Köztársaság, a Német Szövetségi Köztársaság, Budapest főváros és Baden-Württemberg tartomány. Azóta mintegy 500 diákot befogadó, rangos oktatási intézménnyé fejlődött, egy 1–4. osztályos általános iskolával (Grundschule) és egy 5–12. osztályos középiskolával (Gymnasium).

## Tanterv
A Budapesti Német Iskola filozófiája, hogy platformként szolgáljon a kultúrák közötti párbeszéd elősegítésére. Elkötelezett amellett, hogy hídként működjön a német és a magyar társadalom, kultúra és nyelv között.
Szigorú, kétkultúrájú akadémiai tantervvel rendelkezik, amit a gyakorlatilag 100%-os diplomaszerzési arány és az ország egyik legmagasabb egyetemi felvételi aránya (95%) is jól mutat. A német az elsődleges oktatási nyelv, de a diákok tanulmányi programjától függően egyes órákat magyarul is tartanak. A magyar tanulók többségének korlátozott német nyelvtudására való tekintettel az oktatás egyre inkább kétnyelvű formában történik. A multikulturális diákság miatt nagy a hangsúly az önálló gondolkodás, a tolerancia és a nyitottság ápolása terén.
Az általános iskola 1–4. évfolyamig van és a német nemzeti tantervet követi. A magyar nyelv oktatását normál nyelvi óraként kínálják kezdő, haladó és kétnyelvű diákok számára.
A középiskola német és magyar tagozatra oszlik. A német tagozat a német nemzeti gimnáziumi tantervet követi, angol (5. osztálytól), francia (6. osztálytól) és spanyol (9. osztálytól) idegen nyelvekkel, és a német abiturhoz vezet. A magyar tagozatos diákok szintúgy a német nemzeti tantervet követik de további órákat kapnak magyar irodalomból és magyar történelemből, valamint biológia és kémia tanítás is zajlik magyarul a magyar nemzeti tanterv szerint. Az ötödik évfolyamban a német nyelvtudás elsajátítása a fő hangsúly. A diákok a német abitur vizsgát, valamint a magyar érettségi vizsgát is letehetik. A választástól függően külön osztályokra vannak osztva a diákok egészen a 9. évfolyamig. Ezt követően mindkét tagozat diákjai vegyesen tanulnak, így a német és a magyar nyelvű diákok idejük nagy részét együtt töltik.
Az iskola főleg a matematika, a természettudományok és a nyelvek terén nyújtott magas színvonaláról ismert. A diákok gyakran felülmúlják társaikat a teszteken, sikerrel vesznek részt a nemzetközi és országos tanulmányi versenyeken, emellett lehetőségük van nyelvvizsgát szerezni a Francia Intézettel és a Cervantes Intézettel való együttműködésnek köszönhetően.

## Tanári kar
Az iskola tanárait általában a német Oktatási Minisztérium (Kultusministerkonferenz) ajánlja és nevezi ki, majd az iskolának kell jóváhagynia őket. A pozíciók rendkívül versenyképesek és hároméves szerződéseken alapulnak, meghosszabbítási lehetőséggel. Bizonyos esetekben, különösen a magyarul tanított tantárgyak esetében, az iskola közvetlenül Magyarországról alkalmaz tanárokat. Minimumkövetelmény a több éves, elismert magyar középiskolában szerzett tapasztalat.

## Tandíj
Az ország egyik legdrágább magániskolája. A 2024-ben kezdődő tanév tandíja 2 027 000 forint volt, ebben azonban nincs benne a regisztráció, a tananyagok, a tanórán kívüli tevékenységek, az ebéd, az osztálykirándulások, a kirándulások és a szállítás költségei. A teljes költség könnyen meghaladhatja a 3 millió forintot.

## Diákok
Az iskola büszke sokszínűségére, sokféle kulturális, etnikai és faji háttérrel rendelkező diákot fogad. Bár kisebb, mint a legtöbb más budapesti nemzetközi iskola, arányosan sokszínűbb és inkább a kozmopolita oktatásra összpontosít, különösen a gimnáziumi évfolyamok szolgálnak példaként a kultúrák közötti kommunikációra és együttélésre.
A német iskola egyre több diplomata, külföldi és kétnyelvű család, valamint a magyar elit által a választott intézménynek számít. A magas tandíjak és a szigorú felvételi eljárás miatt elsősorban egy szűkebb társadalmi csoportot céloz meg.

## Kampusz
Az iskola egy nagy, 35 hektáros kampusszal rendelkezik a Budai-hegységben, ahonnan jó kilátás nyílik a városra, tömegközlekedéssel is könnyen megközelíthető. Egy történelmi vadászház ad otthont az általános iskolának és a menzának. A középiskola és az adminisztratív irodák egy modern, erre a célra épített épületben találhatók. A művészeti és természettudományi órákhoz kialakított számos szaktanterem mellett található egy számítógépterem, egy több mint 7000 könyvet tartalmazó könyvtár, egy tornaterem és egy professzionálisan felszerelt színházterem. A szabadtéri létesítmények közé tartozik egy játszótér, egy kosárlabda-, és egy focipálya, valamint egy futópálya. Minden tanterem okostáblákkal van felszerelve.
Az iskola egy üdülőházzal rendelkezik Gárdonyban, a Velencei-tó partján. 36 fő befogadására is alkalmas saját fürdőszobás szobákkal, jól felszerelt konyhával, többcélú helyiséggel, valamint rengeteg kenuval és egyéb sportfelszereléssel rendelkezik.
2016 augusztusában kezdődött el egy, a BH Architects által tervezett jelentős bővítési projekt a diákság egyre bővülő létszáma miatt. Az épületfelújításon kívül új tantermek is átadásra kerültek, valamint egy új tornatermet és egy nagyobb menzát is kapott az iskola. Kétszintes parkoló is létesült.

## Tanórán kívüli tevékenységek
Az iskola minden évben számos tanórán kívüli tevékenységet kínál a klubsporttól kezdve a művészeteken, a zenén és a természettudományokon át. A dráma-, és musicalklubok különböző korosztályoknak megfelelő darabokat mutatnak be. A múltban olyan híres Broadway-darabokat adtak elő, mint a Hair vagy a Macskák, valamint diákok által írt művek. A Lego Robotics klub országos és nemzetközi versenyeken is részt vett. A DSB egyike annak a kilenc magyar iskolának, amelyek jelenleg a Európai Parlament Modell projektben aktívan részt vesznek. Az itt tanuló diákok rendszerint jutnak be az országos és a nemzetközi fordulókba. A 2005-ös évfolyam 2003-ban első helyezettként díjat nyert a német szövetségi politikai oktatási versenyen, az iskola rendszeresen küld döntősöket OKTV-versenyekre. Az iskola szoros kapcsolatban áll az Europa-Kolleggal, egy kéthetes kutatási ösztöndíjprogrammal, amelyet évente húsz középiskolás diák számára szervez az alsó-szászországi állami alapítvány, a Stiftung Niedersachsen.

## Atlétika
A holisztikus nevelés koncepcióját követve az iskola nagy hangsúlyt fektet a sport fontosságára. A diákok sok különböző sportágakban vehetnek részt és helyi magyar iskolákkal versenyeznek. Az iskola kosárlabdacsapatának jelentős sikerei vannak.
A lány röplabdacsapat a környék egyik kiemelkedő iskolai csapata, szinte minden nagyobb középiskolai szintű versenyen képviselteti magát. A klubsportok, mint például a jégkorong vagy a tánc az alsóbb osztályok körében népszerűek.

## Hagyományok

### Gombocz-Runde
A Gombocz Gábor egykori iskolai edzőről és testnevelő tanárról elnevezett Gombocz-Runde 1,5 km-es terepfutás az iskola közelében lévő területen, extrém emelkedőkkel. Még az általánosságban fitt diákok számára is megerőltető testmozgás. A hagyomány szerint minden diáknak félévente legalább egyszer le kell futnia, hogy átmenjen testnevelésből, ezt a gyakorlatot azonban a közelmúltban elvetették. Maga a futás ennek ellenére továbbra is a testnevelés tananyag része maradt. Részben a Gombocz-Runde hagyományainak köszönhető, hogy a diákokat rendszeresen látni különböző városi maratonokon és jótékonysági futásokon.

### Adventsbasar
Az Adventsbasar karácsonyi témájú rendezvény, ahol a legtöbb osztály kap egy standot és palacsintát, forralt bort és különféle csecsebecséket árul. December elején kerül megrendezésre, a profit pedig a tanulók osztályszámlájára megy.

### Szalagavató
Miután a végzősök letették az első félévi záróvizsgáikat és felvételt nyertek a záróvizsgákra, egy szalagot viselhetnek magukon. A szalagavató az az ünnepség, amikor hivatalosan is átadják a jellegzetes, élénkkék szalagokat a diákoknak. A szalagavató általában november végén vagy december elején kerül megrendezésre, amely a diákok iskolai pályafutásának utolsó szakaszát jelzi. Egy iskolában megrendezett, kifejezetten elegáns esemény, amelyet általában a budapesti német nagykövet vagy más magas rangú állami tisztviselő elnököl, és amelyen a diákok családjai, barátai, diplomaták és vállalati vezetők is részt vesznek.

### Ballagás
A ballagást a végzős diákok rendes iskolai órarendjének utolsó napján rendezik, az előkészítő és a vizsgaidőszak kezdete előtti utolsó pénteken, amelynek végén a záróvizsgák szóbeli részeit teszik le. A végzősök virágokkal díszített tantermeken sétálnak végig és hagyományos dalokat énekelnek, például a Gaudeamus igiturt.

## Híres diákok
- Székely Éva (1927–2020) az 1952-es helsinki nyári olimpia aranyérmese[forrás?]
- Cholnoky Sára (1988–) olimpiai szörfös[forrás?]

## Fordítás
Ez a szócikk részben vagy egészben  a   Thomas Mann Gymnasium (Budapest) című angol Wikipédia-szócikk ezen változatának fordításán alapul.  Az eredeti cikk szerkesztőit annak laptörténete sorolja fel. Ez a jelzés csupán a megfogalmazás eredetét és a szerzői jogokat jelzi, nem szolgál a cikkben szereplő információk forrásmegjelöléseként.